# Robert Simón Rodríguez
Robert Simón Rodríguez (Badalona, 22 de maig de 1993) és un futbolista professional català que juga al Gimnàstic de Tarragona com a lateral dret.

## Carrera de club
Nascut a Badalona, Simón va començar la seva carrera professional al CF Badalona de la seva ciutat natal, debutant amb l'absoluta a la temporada 2011-12, a Segona Divisió B.
El 15 de juliol de 2013, Simón va fitxar pel Reial Saragossa, sent destinat al filial de Tercera Divisió. Va ser titular a l'equip aragonès, que va pujar a la tercera categoria a les primeres de canvi.
L'11 de juliol del 2014, Simón va fitxar per la UE Llagostera, acabat de pujar a Segona Divisió. El 10 de setembre va jugar el seu primer partit com a professional, sent titular en la derrota per 0-2 com a visitant contra el Reial Betis, per la Copa del Rei de la temporada.
El 26 de gener del 2015, després d'aparèixer en comptades ocasions, Simón va ser cedit a la UE Olot fins al juny. El 22 de juny va fitxar per un altre equip de reserva, el RCD Espanyol B també de tercer nivell.
Simón va ser alliberat pels Pericos el 8 de juliol de 2016 i de seguida va tornar al seu antic club Llagostera. El 31 de gener següent va passar a la UE Sant Andreu a quarta divisió.
El 17 de juliol del 2017, Simón va tornar a Badalona, encara a Tercera Divisió. Va deixar el club el 4 de juny del 2021, després de 175 partits oficials, i el 22 de juny va signar un contracte de dos anys amb el Gimnàstic de Tarragona de Primera Divisió RFEF.